# Northlands Coliseum
Northlands Coliseum – hala w Edmonton w prowincji Alberta, w Kanadzie. 

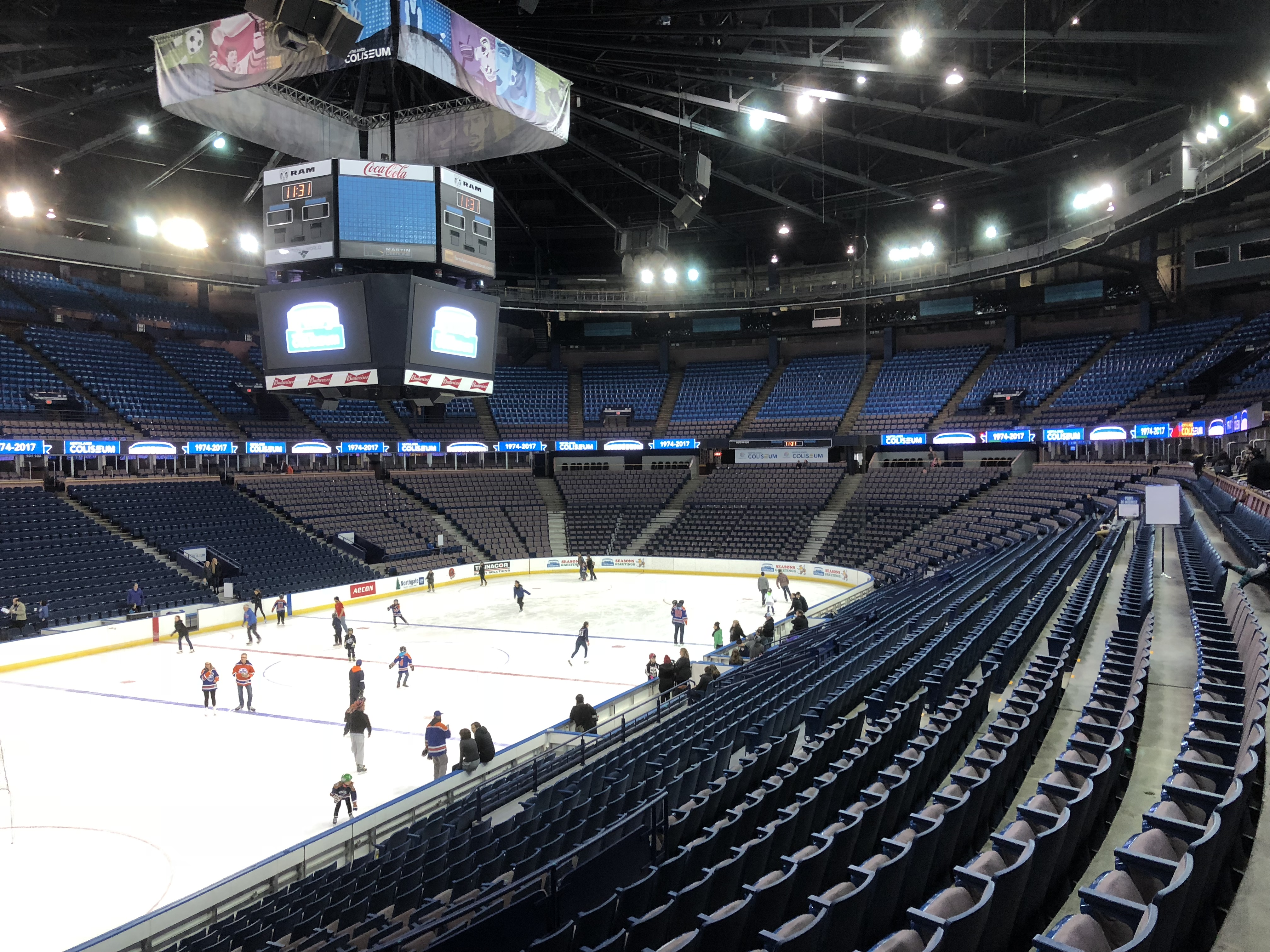
Obiekt od wewnętrz w 2017 roku

Została oddana do użytku 10 listopada 1974 roku jako Northlands Coliseum (nazwa ta funkcjonowała w latach 1974–1995), następnie zmieniono nazwę na Edmonton Coliseum (1995–1998), Skyreach Centre (1998–2003) i Rexall Place (2003–2016). Obiekt w maju 2016 powrócił do pierwotnej nazwy Northlands Coliseum. 
Przed halą stoi pomnik Wayne’a Gretzky’ego – jednego z najlepszych hokeistów, który swoją karierę rozpoczął w miejscowym klubie National Hockey League (NHL) Edmonton Oilers. Oprócz Oilers swoje mecze w niej rozgrywała m.in. drużyna Edmonton Rush w rozgrywkach National Lacrosse League (NLL).
12 grudnia 2022 roku rada miasta Edmonton z uwagi na koszty utrzymania pustego obiektu oraz brak możliwości zmiany jego przeznaczenia, zagłosowała za jego wyburzeniem w ciągu czterech lat.